# Campionati mondiali di freestyle 1991
I Campionati mondiali di freestyle 1991 sono stati la 4ª edizione della manifestazione. Si sono svolti a Lake Placid, negli Stati Uniti, dall'11 al 17 febbraio 1991. 

## Risultati

### Uomini

#### Salti
| Posizione | Atleta           | Nazione     |
| --------- | ---------------- | ----------- |
| 1         | Philippe Laroche | Canada      |
| 2         | John Ross        | Canada      |
| 3         | Dave Valenti     | Stati Uniti |

Data: 17 febbraio 1991

#### Gobbe
| Posizione | Atleta          | Nazione     |
| --------- | --------------- | ----------- |
| 1         | Edgar Grospiron | Francia     |
| 2         | Bernard Brandt  | Svizzera    |
| 3         | Chuck Martin    | Stati Uniti |

Data: 14 febbraio 1991

#### Balletto
| Posizione | Atleta         | Nazione     |
| --------- | -------------- | ----------- |
| 1         | Lane Spina     | Stati Uniti |
| 2         | Roberto Franco | Italia      |
| 3         | Dave Walker    | Canada      |

Data: 12 febbraio 1991

#### Combinata
| Posizione | Atleta            | Nazione          | Punti |
| 1         | Sergei Schuplezow | Unione Sovietica | 41,00 |
| 2         | Jeff Viola        | Canada           | 53,00 |
| 3         | Youri Gilg        | Francia          | 55,00 |

### Donne

#### Salti
| Posizione | Atleta                | Nazione          |
| --------- | --------------------- | ---------------- |
| 1         | Wassilisa Sementschuk | Unione Sovietica |
| 2         | Elfie Simchen         | Germania         |
| 3         | Liselotte Johansson   | Svezia           |

Data: 16 febbraio 1991

#### Gobbe
| Posizione | Atleta               | Nazione     |
| --------- | -------------------- | ----------- |
| 1         | Donna Weinbrecht     | Stati Uniti |
| 2         | Tatjana Mittermayer  | Germania    |
| 3         | Birgit Stein-Keppler | Germania    |

Data: 13 febbraio 1991

#### Balletto
| Posizione | Atleta       | Nazione     |
| --------- | ------------ | ----------- |
| 1         | Ellen Breen  | Stati Uniti |
| 2         | Jan Bucher   | Stati Uniti |
| 3         | Cathy Fechoz | Francia     |

Data: 11 febbraio 1991

#### Combinata
| Posizione | Atleta          | Nazione     | Punti |
| 1         | Maja Schmid     | Svizzera    | 41,00 |
| 2         | Conny Kissling  | Svizzera    | 42,00 |
| 3         | Kristean Porter | Stati Uniti | 43,00 |

## Medagliere
| Pos.   | Paese            | Oro | Argento | Bronzo | Totale |
| ------ | ---------------- | --- | ------- | ------ | ------ |
| 1      | Stati Uniti      | 3   | 1       | 3      | 7      |
| 2      | Unione Sovietica | 2   | 0       | 0      | 2      |
| 3      | Canada           | 1   | 2       | 1      | 4      |
| 4      | Svizzera         | 1   | 2       | 0      | 3      |
| 5      | Francia          | 1   | 0       | 2      | 3      |
| 6      | Germania         | 0   | 2       | 1      | 3      |
| 7      | Italia           | 0   | 1       | 0      | 1      |
| 8      | Svezia           | 0   | 0       | 1      | 1      |
| Totale | Totale           | 8   | 8       | 8      | 24     |